# Tirade (tijdschrift)
Tirade is een Nederlands literair tijdschrift, dat werd opgericht in 1957 door uitgever G.A. van Oorschot te Amsterdam. Het verschijnt nog steeds bij de door hem opgerichte uitgeverij.

## Geschiedenis
Het tijdschrift voegde zich in de traditie van Forum (1932-1935) en het ook door Van Oorschot uitgegeven Libertinage (1948-1953). Het stond een personalistisch uitgangspunt voor, als uitvloeisel van de "vorm of vent"-discussie die in de jaren 1930 gevoerd was: de persoonlijkheid van de schrijver werd belangrijker geacht dan de gestileerde vorm van het werk.
Tirade heeft redacteuren gehad als Gerard Reve, Adriaan Morriën, Joke Smit, Nicolaas Wijnberg, Willem Jan Otten, Jan Emmens  en Robert Anker, maar de invloed van uitgever Geert van Oorschot bleef dominant, zodanig zelfs dat de redacteuren enkele keren opstapten en Van Oorschot zelf de redactie overnam. Naast de redacteuren werkten tal van auteurs mee, onder wie Joop Goudsblom (die de titel Tirade voorstelde), Jacques de Kadt, Remco Campert, Chr.J. van Geel, Aad Nuis, Rob Nieuwenhuys, H.A. Gomperts, Rutger Kopland, Renate Rubinstein, M. Vasalis, Ulli d'Oliveira, Aad Nuis, Henk Romijn Meijer, Jeroen van Kan, Menno Hartman, Ester Naomi Perquin, Merijn de Boer, Lieke Marsman, Erik Menkveld, Gilles van der Loo, Roos van Rijswijk, Levi Jacobs en Wytske Versteeg.

## Redactie 2024
In 2024 bestaat de redactie uit Sophia Blyden, Nikki Dekker, Daan Doesborgh, Erwin Hurenkamp, Melani Reumers en Marko van der Wal.